# Providence (Utah)
Providence város az USA Utah államában, Cache megyében. Lakosainak száma 8218 fő (2020. április 1.).

## Népesség
A település népességének változása:

| 2010 | 7 075 |
| 2020 | 8 218 |